# Karmapolice
Karmapolice è un film thriller psicologico diretto da Julien Paolini e uscito al cinema in Francia il 17 luglio 2024.

## Trama
Angelo, un poliziotto idealista, è tormentato dal senso di colpa. Ha causato la caduta di una tossicodipendente in un condotto di aerazione mentre cercava di aiutarla. La sua squadra lo costringe a tacere sull'omicidio colposo. Cercando di fare ammenda con ogni mezzo, Angelo si butta anima e corpo nella risoluzione dei piccoli crimini del suo nuovo quartiere di Château Rouge, insieme a Poulet, un mediatore di quartiere tanto problematico quanto astuto. Ma l'ossessione per l'omicidio commesso lo porta a fantasticare una sua redenzione. La sua vicina di casa, una misteriosa tossicodipendente, sarebbe tenuta in ostaggio da un padrone di casa senza scrupoli.

## Riconoscimenti
2023 : Cognac Polar Festival
- Grand Prix a Julien Paolini[4]

## Accoglienza
Karmapolice è stato un successo di critica quando è uscito il 17 luglio 2024. Colpo di fulmine dell'importante trasmissione di critica cinematorafica francese, Il Masque et la Plume, il critico Pierre Murat giudica il film affascinante. Anche l'importante rivista Le Parisien lo descrive un'immersione affascinante, molto ben realizzata e molto ben interpretato dagli attori. La critica accoglie il film come il più originale dell'estate e vi vede “il misticismo dei primi film di Polanski”. “Un'opera originale e affascinante il cui umanesimo traspare in ogni inquadratura”, ‘un affascinante thriller onirico raddoppiato con una favola poetica che evoca i fantasmi di Abel Ferrara’. “L'eredità di un certo cinema underground newyorkese, dai primi Scorsese ai fratelli Safdie passando per Velluto blu di Lynch”. Xavier Leherpeur del Nouvel Obs elogia “il notato autore di Amare Amaro, che conferma le sue innegabili qualità di regista con una messa in scena ossessionante, opaca e surreale”. Télérama ama i suoi personaggi fuori dal comune ed elogia le interpretazioni animali di Syrus Shahidi e Alexis Manenti, che paragona a Pacino e DeNiro. Les Fiches du Cinéma descrivono il film come un affascinante viaggio introspettivo e l'evidenza di un solido immaginario servito con talento dal lavoro sulla fotografia

## Produzione
Karmapolice è uno dei pochi film girati nel 18º arrondissement di Parigi, quartiere popolare. In genere riprendere nel 18º arrondissement è molto complicato a causa della gestione del quartiere da figure criminale. Il regista ha vissuto la per 15 anni. Ha scelto di girare nel centro sociale dove lavorava come volontario e di coinvolgere nel film volontari e residenti, facendoli recitare accanto ad attori affermati.
Il film è stato presentato al Festival Polar di Cognac nell'ottobre 2023, dove ha trionfato e vinto il Gran Premio. Karmapolice è stato anche selezionato per il festival Cinébanlieue nel novembre 2023.